# Adi Shankara

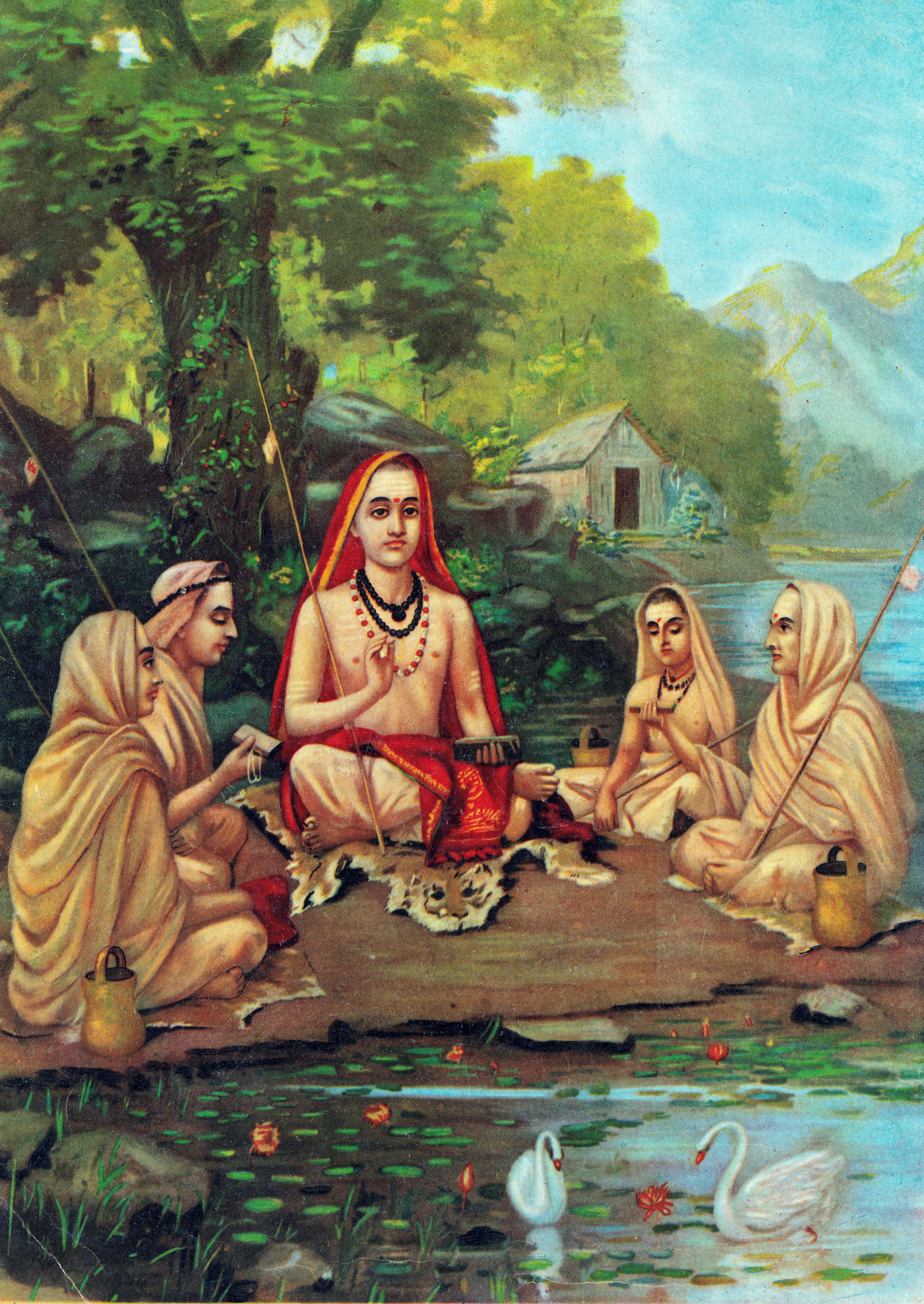
Shankara

Adi Shankara (Devanāgarī: आदि शङ्कर) (788-820) a fost un filosof hindus.
Este cunoscut ca unul din cei mai mari sfinți, filozofi și reformatori ai Hinduismului. Numele său este strâns legat de Advaita Vedanta fiind cea mai mare autoritate în această filozofie pe care o expune sistematic dându-i forma clasică sub care este cunoscută si astăzi, ca cea mai importantă subramură a Vedantei.
Învățătura sa se bazează pe unitatea atman-brahman, unde atman este spiritul individual care este de aceeași natură și substanță cu spiritul universal sau Brahman - Dumnezeu. 
Shankara își propagă învățătura prin călătorii de-a lungul subcontinentului pentru a susține discursuri și dezbateri cu ceilalți gânditori.
Este recunoscut ca fiind fondatorul a patru mathas(mânăstiri) care au ajutat la dezvoltarea istorică, renașterea și răspândirea Advaitei Vedanta.
Este de asemenea recunoscut ca fiind fondatorul ordinului monastic Dashanami și totodată inițiatorul tradiției spirituale Shanmata prin care credincioșii pot să ințeleagă că prin toate formele religioase, respectiv zei, se manifestă același Dumnezeu-Brahman, astfel încât nu poate să existe o superioritate urmând o cale sau alta, realizarea spirituală fiind desemnată de unirea cu Brahman - Dumnezeu. Indiferent de forma sau zeitatea adorată, credinciosul ajunge la același Dumnezeu.
Tradiția Shanmata este în stransă legătură cu cea Smarta promovând cinci forme considerate cele mai importante ale lui Dumnezeu: Ganesha, Shiva, Shakti, Vishnu, Surya și Skanda.
Shankara revitalizează viața spirituală a Indiei prin discursuri și dezbateri vii, chiar făcând unele minuni, înființând mânăstiri și ordine monastice, lăsând in urmă comentarii de excepție pentru marile scripturi și o operă filozofică fără egal.
Adi Shankara a scris că există două tipuri de cunoaștere: superioară (paravidya) și inferioară (aparavidya). Prima este cunoașterea lui Dumnezeu ca nirguna Brahman (Dumnezeu fără atribute), în timp ce a doua este cunoașterea lui Dumnezeu ca saguna Brahman (Dumnezeu cu atribute). Citând mai mulți cercetători europeni, Lucian Blaga subliniază faptul că Adi Shankara "este cel mai mare metafizician din toate timpurile."